# Simone Féjard
Simone Féjard (° 19 juillet 1911 - † 24 mai 2012) est une compositrice, pianiste et chef de chant française.

## Biographie
Élève de Jean Roger-Ducasse au Conservatoire de Paris, elle a composé une méthode de piano (publiée chez Salabert), et des mélodies, dont beaucoup sont restées inédites, bien que déposées à la SACEM. Elle entre à l'Opéra-Comique de Paris comme chef de chant, et travaille sous la direction de grands chefs (Roger Désormière, D.-E. Inghelbrecht…) le répertoire de la maison. Elle devient notamment une spécialiste du répertoire du XXe siècle, et en particulier du Pelléas et Mélisande de Debussy, qu'elle transmettra jusqu'à sa mort à de nombreux interprètes. Elle est également chef de chant à l'Opéra de Paris.
Partenaire en récital de grands chanteurs français, dont Alain Vanzo (ténor), elle devient professeur au Centre La Fontaine (Centre de préparation au professorat d’éducation musicale) puis pour la classe d'art lyrique du Conservatoire, et enfin au début des années 1980, à l'École de chant de l'Opéra de Paris dirigée par Michel Sénéchal. Son appartement, au 82 du boulevard de Sébastopol à Paris, voit défiler tous les jours des chanteurs venant apprendre un rôle, ou réviser des rôles déjà sus, et ceci jusqu'à sa mort à 100 ans en 2012. Parmi les chanteurs connus, outre Alain Vanzo, citons : Roberto Alagna, Natalie Dessay, Mado Robin, Guyslaine Raphanel, Élizabeth Vidal, François Le Roux, Jean-Philippe Courtis.
Elle a enregistré un CD de ses mélodies (couplées avec des mélodies de Cécile Chaminade) avec Ghyslaine Raphanel chez Maguelone en 1998.